# Israel Schumacher
Israel Schumacher (hebräisch ישראל שומאכר; jiddisch ישראל שומאַכער; polnisch Izrael Szumacher; englisch Ysrael Shumacher; geboren 20. Mai 1908 in Łódź, Russisches Kaiserreich; gestorben 21. Mai 1961 in Tel Aviv) war ein polnisch-israelischer Schauspieler.

## Leben
Israel wurde 1908 in Łódź geboren.
1927 kam er zum neu gegründeten jiddischen Theater Ararat in Łódź, das von Moische Broderson gegründet worden war, und begann dort mit seinem Kollegen Shimen Dzigan als Komikerduo Dżigan und Szumacher aufzutreten. 1935 gründeten die beiden das Kabarett Nowości in Warschau und traten auch in den jiddischen Filmen Al Chejt (1936), Frejleche kabzonim (1937) und On a hejm (1939) auf.
Nach dem deutschen Überfall auf Polen floh er 1939 gemeinsam mit Dzigan nach Białystok, das sowjetisch besetzt war. Sie traten in verschiedenen Städten wie Moskau, Leningrad und Minsk auf. Später wurden beide in einen Gulag geschickt. Nach ihrer Entlassung gingen sie nach Israel, wo sie bis 1960 gemeinsam auftraten und große Erfolge feierten.
1961 starb er in Tel Aviv.

## Notizen
1. ↑  Der Film "Undzere Kinder", zuerst in Jiddisch, schildert eine Begegnung der zwei zurückgekehrten Unterhaltungskünstler mit Überlebenden in einem jüdischen Kinderheim am Stadtrand von Łódź nach 1945.

| Personendaten    | Personendaten                                       |
| ---------------- | --------------------------------------------------- |
| NAME             | Schumacher, Israel                                  |
| ALTERNATIVNAMEN  | ישראל שומאַכער; Szumacher, Izrael; Shumacher, Ysrael |
| KURZBESCHREIBUNG | polnisch-israelischer Schauspieler                  |
| GEBURTSDATUM     | 20. Mai 1908                                        |
| GEBURTSORT       | Łódź, Russisches Kaiserreich                        |
| STERBEDATUM      | 21. Mai 1961                                        |
| STERBEORT        | Tel Aviv                                            |